# Zwalczanie chwastów
Metody zwalczania chwastów:

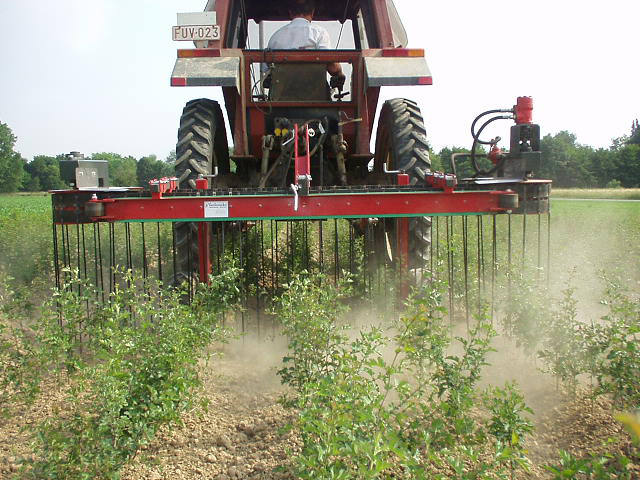
Zwalczanie chwastów

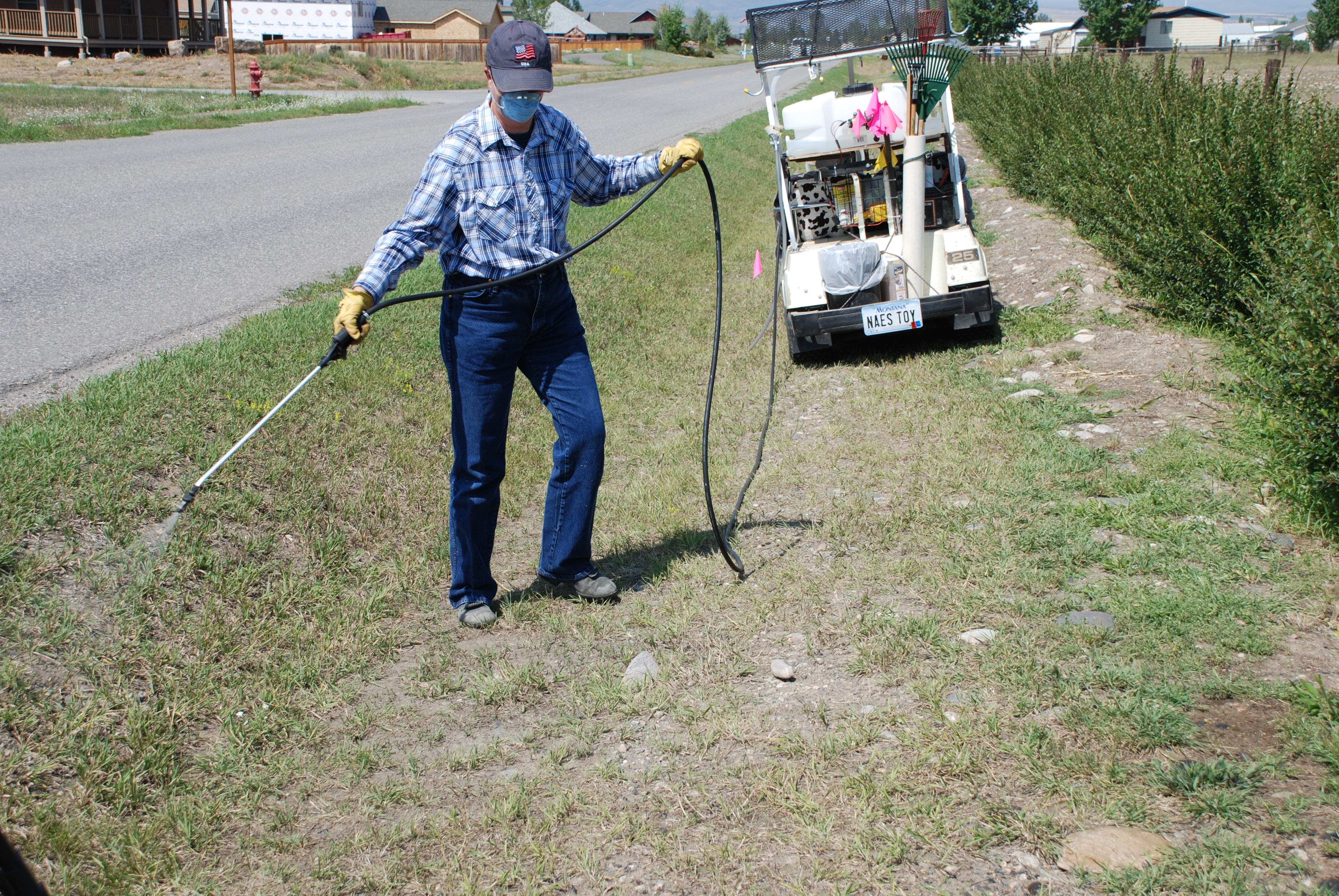
Chemiczne zwalczanie chwastów

- czyszczenie materiału  siewnego z nasion chwastów - stosuje się do tego celu takie maszyny, jak: wialnie, młynki, tryjery, żmijki, trzeszczki i inne. Przed siewem poddaje się nasiona badaniu na jakość. Sprawdzone nasiona otrzymują świadectwo kwalifikacyjne.
- wiele nasion przedostaje się do gleby wraz z obornikiem i kompostem. Nawet po wielomiesięcznym przebywaniu w nim nasiona licznych chwastów zachowują zdolność kiełkowania. Aby temu zapobiec zachwaszczonych odpadów omłotowych nie wolno wysypywać bezpośrednio na kompost lub dodawać do obornika. Można nimi karmić zwierzęta, ale dopiero po przemieleniu, śrutowaniu lub sparzeniu wrzątkiem.
- ogniskami zachwaszczenia są podmokłe, zwykle zakwaszone pola, które są ostoją takich pospolitych chwastów, jak: skrzyp polny, rdest ziemnowodny i inne. Warunki rozwoju na takich polach bardziej sprzyjają chwastom, niż uprawnym roślinom. Pola takie osusza się, a następnie wapnuje.
- zachwaszczenie pól w znacznym stopniu ogranicza odpowiedni płodozmian. Np. gorczyca polna, życica lnowa, miotła zbożowa rozwijają się wyłącznie w uprawach  zbóż jarych - wystarczy więc przez kilka lat na polu opanowanym przez te chwasty siać zboża ozime, by pozbyć się tych chwastów. Stosowanie odpowiedniego płodozmianu wymaga dobrej znajomości cyklów życiowych chwastów.
- chwasty zwalczane są różnymi uprawkami, np.: podorywką ściernisk, bronowaniem i kultywatorowaniem, głęboką orką przedzimową, opielaniem upraw szerokorzędowych.
- gdy pola są bardzo silnie opanowane przez chwasty czasami niezbędne jest zastosowanie ugorowania, tzw. ugoru czarnego lub ugoru zajętego.
- chemiczne zwalczanie chwastów za pomocą herbicydów.